# 小行星29463
小行星29463（29463 Benjaminpeirce）是一颗绕太阳运转的小行星，为主小行星带小行星。该小行星于1997年10月2日发现。

## 轨道参数
小行星29463的轨道半长轴为2.6634130 UA，离心率为0.060。